# جلغاف بوشعراية
الشاعر الليبي الكبير جلغاف بوشعراية المبروك ام شيبة من قبيلة الفواخر الليبية. ولد بمدينة سلوق عام 1882م وعاش بها وثما اعتقل من قيبل قوات الاحتلال الإيطالي حيث كان في معتقل سلوق الشهير مع آلاف الليبيون. أجبر على تكسير الصخور لمصلحة المحتل وتوفي لحسن الحظ في زمن الاستقلال عام 1957م.
تمتاز أشعارة بأنها قصصية حيث تحكي عن ظروف التي كان يمر بها هو والليبيون بشكل عام ومن أشهر قصائده ( يابا لغرب , قياطين سلوق , محابيس في نقطة سلوق ).